# Перша участь у літніх Олімпійських іграх (срібна монета)
«Пе́рша у́часть у лі́тніх Олімпі́йських і́грах» — срібна пам'ятна монета номіналом 2 000 000 карбованців, випущена Національним банком України. Присвячена першій участі України у літніх Олімпійських іграх.
Монету було введено в обіг 10 липня 1996 року. Вона належить до серії «Спорт».

## Опис та характеристики монети
| Номінал карб. | Метал            | Маса, грам   | Діаметр, мм. | Якість виготовлення | Гурт     | Тираж, штук |
| ------------- | ---------------- | ------------ | ------------ | ------------------- | -------- | ----------- |
| 2 000 000     | срібло 925 проби | 31,1 / 33,62 | 38,61        | пруф                | рифлений | 10 000      |

### Аверс
На аверсі монети у центрі знаходиться зображення малого Державного Герба України, праворуч і ліворуч від нього — стилізовані зображення трибун стадіону і лаврового листя. Над гербом напис «УКРАЇНА», під гербом «1996» — рік карбування монети. Внизу по колу позначення номіналу: «2000000 КАРБОВАНЦІВ». З обох боків від дати карбування розміщені позначення і проба дорогоцінного металу «Ag 925» та його вага у чистоті «31,1».

### Реверс

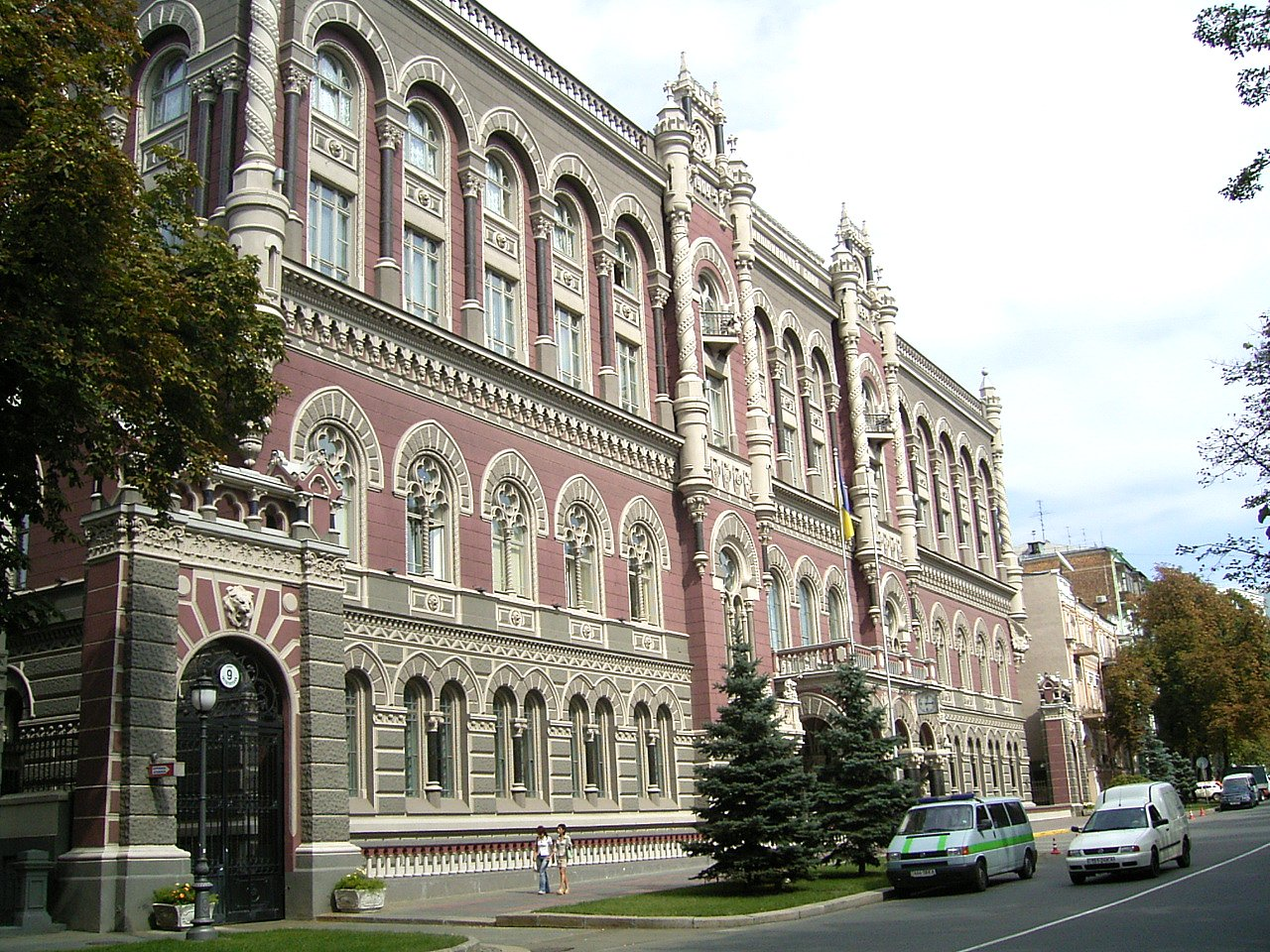
Будівля Національного банку України

На реверсі монети у центрі розміщено восьмикутний картуш із зображенням профілю молодої жінки у вінку з квітами — символічний образ України, за основу якого взято малюнок із Державного кредитового бі 1918 року, виконаний Георгієм Нарбутом. Над картушем зображено фігури п'яти античних атлетів, під картушем — фігури п'яти сучасних спортсменів. Праворуч картуша емблема Національного олімпійського комітету України, ліворуч — напис у два рядки «АТЛАНТА XXVI». Вгорі по колу напис «ПЕРША УЧАСТЬ У ЛІТНІХ ОЛІМПІЙСЬКИХ ІГРАХ».

## Автори
- Художники: Харук Олександр, Харук Сергій, Таран Володимир.
- Скульптор — Котович Роберт.

## Вартість монети
Ціна монети — 493 гривень, була вказана на сайті Національного банку України в 2011 році.
Фактична приблизна вартість монети, з роками змінювалася так:
| Рік        | 2010 | 2011 | 2012 | 2013 | 2014 | 2015 | 2016 | 2017 | 2018 | 2019 | 2020 | 2021  | 2022  | 2023  | 2024  | 2025  |
| ---------- | ---- | ---- | ---- | ---- | ---- | ---- | ---- | ---- | ---- | ---- | ---- | ----- | ----- | ----- | ----- | ----- |
| Ціна, грн. | 450  | 500  | 600  | 600  | 550  | 650  | 800  | 700  | 750  | 900  | 820  | 1 500 | 1 500 | 2 150 | 2 500 | 2 800 |